# Calycella monilifera
Calycella monilifera är en svampart som först beskrevs av Karl Wilhelm Gottlieb Leopold Fuckel, och fick sitt nu gällande namn av Dennis 1956. Calycella monilifera ingår i släktet Calycella och familjen Helotiaceae.   Inga underarter finns listade i Catalogue of Life.